# Gaizka Toquero
Gaizka Toquero Pinedo (ur. 9 sierpnia 1984 w Vitorii) – hiszpański piłkarz narodowości baskijskiej, który gra na pozycji napastnika.

## Kariera klubowa
Toquero urodził się w Vitorii i po niezbyt długich epizodach w Realu Sociedad oraz kadrach C i B drużyny z Alaves, profesjonalne uprawianie piłki nożnej rozpoczął z SD Lemoną w sezonie 2006–2007. Rok później dołączył do Sestao River Club.
Podczas gry w Sestao zainteresował się nim Athletic Club, który pozyskał go w letnim okienku transferowym 2008 roku. Napastnik nie przypadł jednak do gustu Joaquína Caparrósa i natychmiastowo został wypożyczony do innego baskijskiego klubu, SD Eibar, głównie ze względu na nowego trenera tej drużyny, Carlosa Pouso, który wcześniej współpracował już z zawodnikiem.
Po rozegraniu 15 meczów w Segunda División Toquero został przywrócony do Athletic Bilbao (1 stycznia 2009 roku). Sześć dni później snajper zaliczył debiut w La Liga, kiedy to pojawił się na płycie boiska w drugiej połowie zremisowanego 1-1 meczu z RCD Espanyolem. Pierwszego gola dla klubu zdobył 4 marca 2009 roku w wygranym u siebie 3-0 spotkaniu Copa del Rey przeciwko Sevilli FC (4-2 w dwumeczu). Baskowie dostali się wtedy do finału rozgrywek, gdzie polegli 1-4 z ekipą FC Barcelony.
W sezonie 2009/2010 Toquero był drugim najlepszym strzelcem swojej drużyny, zdobył łącznie siedem bramek w lidze.

### Statystyki klubowe
| Sezon   | Klub              | Kraj      | Liga               | Mecze | Bramki | Puchar Kraju | Mecze | Bramki | Rozgrywki Europy   | Mecze | Bramki |
| ------- | ----------------- | --------- | ------------------ | ----- | ------ | ------------ | ----- | ------ | ------------------ | ----- | ------ |
| 2005/06 | Alaves B          | Hiszpania | Segunda División B | 29    | 4      | –            | –     | –      | –                  | –     | –      |
| 2006/07 | Lemona            | Hiszpania | Segunda División B | 33    | 0      | –            | –     | –      | –                  | –     | –      |
| 2007/08 | Sestao River Club | Hiszpania | Segunda División B | 37    | 5      | Puchar Króla | 1     | 0      | –                  | –     | –      |
| 2008/09 | SD Eibar          | Hiszpania | Segunda División   | 16    | 4      | Puchar Króla | 1     | 0      | –                  | –     | –      |
| 2008/09 | Athletic Bilbao   | Hiszpania | Primera División   | 20    | 1      | Puchar Króla | 6     | 2      | –                  | –     | –      |
| 2009/10 | Athletic Bilbao   | Hiszpania | Primera División   | 31    | 8      | Puchar Króla | 2     | 0      | Liga Europy UEFA   | 9     | 0      |
| 2010/11 | Athletic Bilbao   | Hiszpania | Primera División   | 30    | 7      | Puchar Króla | 1     | 0      | –                  | –     | –      |
| 2011/12 | Athletic Bilbao   | Hiszpania | Primera División   | 35    | 4      | Puchar Króla | 7     | 1      | Liga Europy        | 14    | 0      |
| 2012/13 | Athletic Bilbao   | Hiszpania | Primera División   | 16    | 0      | Puchar Króla | 1     | 0      | Liga Europy UEFA   | 5     | 1      |
| 2013/14 | Athletic Bilbao   | Hiszpania | Primera División   | 20    | 0      | Puchar Króla | 1     | 0      | –                  | –     | –      |
| 2014/15 | Athletic Bilbao   | Hiszpania | Primera División   | 4     | 0      | –            | –     | –      | Liga Mistrzów UEFA | 1     | 0      |
| 2015/16 | Deportivo Alavés  | Hiszpania | Segunda División   | 39    | 9      | Puchar Króla | 2     | 0      | –                  | –     | –      |
| 2016/17 | Deportivo Alavés  | Hiszpania | Primera División   | 20    | 1      | Puchar Króla | 5     | 2      | –                  | –     | –      |

Stan na: 15 maja 2017 r.